# Žagrići
Žagrići is een plaats in de gemeente Žminj in de Kroatische provincie Istrië. De plaats telt 41 inwoners (2001).